# 奥胡斯
奥胡斯（丹麥語：Aarhus，丹麥語：[ˈɒːˌhuˀs] ⓘ；1948年至2010年稱為）位于日德兰半岛沿岸，是丹麦第二大城市和主要的港口。奥胡斯行政区人口为33.57万（2017），其中包括城区居民26.90万，是仅次于哥本哈根的丹麦第二大都市区。奥胡斯是丹麦东日德兰地区主要城市，根据奥胡斯市政厅的数据，“大奥胡斯”地区有大约125万人口。

## 名人
- 奥勒·勒默尔：天文学家
- 延斯·克里斯蒂安·斯科：1997年诺贝尔化学奖获得者，奥胡斯大学教授。
- 比雅尼·史特勞斯特魯普：計算機科學家，C++程式語言發明人。